# Resolució 701 del Consell de Seguretat de les Nacions Unides
La Resolució 701 del Consell de Seguretat de les Nacions Unides, adoptada per unanimitat el 31 de juliol de 1991 després de recordar les resolucions anterior del Consell de Seguretat sobre el tema, així com l'estudi de l'informe del Secretari General de les Nacions Unides sobre la Força Provisional de les Nacions Unides a Líban (FPNUL) aprovada a la Resolució 426 (1978), el Consell va decidir prorrogar el mandat de la FPNUL durant sis mesos més fins al 31 de gener de 1992.
El Consell va tornar a enfrontar el mandat de la Força i va demanar al Secretari General que informés sobre els progressos realitzats en relació amb l'aplicació de les resolucions 425 (1978) i 426 (1978).